# 东风10型柴油机车
东风10型柴油机车（DF10）是中国铁路使用的电力传动柴油机车车型之一，由大连机车车辆厂基于中国铁路发展重载运输的预期，而于1980年代开发研制的双节联挂八轴重载货运机车，也是东风4型柴油机车的系列产品之一，仅试制了一组并未投入批量生产。东风10型柴油机车的动力装置为12V240ZJC型柴油机，电力传动装置采用TQFR-2000型牵引发电机和ZQDR-410型牵引电动机，机车标称功率为2×2,150马力（1,600千瓦）。1991年，该型机车配属柳州铁路局金城江机务段投入黔桂铁路试用，但在坡度大的山区铁路上由于粘着重量限制了粘着牵引力的发挥，轮对空转情况较为严重，最终不获铁道部门的青睐。

## 发展历史

### 开发背景
1980年代，中国实行改革开放后随着国民经济的发展，中国铁路货物运输量迅速增长，铁路运输能力与运量增长的矛盾越趋突出。为了改变铁路技术装备落后的局面、实现中国铁路的现代化，中华人民共和国铁道部于1983年制定了中国第一个《铁路主要技术政策》，提出“逐步提高列车重量，增加行车密度，在此基础上适当提高行车速度”，货物列车重量要提高到4000～5000吨，最高速度要提高到80公里/小时。“六五”及“七五”期间，铁道部确定了以“货运重载、客运高速”、提高运输能力为方针的铁路科技发展规划，并将铁路货运重载配套技术列入研究开发的主攻方向之一，致力提高机车牵引功率和货车装载重量。1984年，大连机车车辆厂开展对未来铁路牵引动力需求的调查和研究，工厂认为对于在繁忙干线上的4000～5000吨级重载运输，东风4型柴油机车单机牵引时性能明显不足，而双机重联牵引时功率余量较多，影响重载列车的营运经济效益。大连机车车辆厂经过论证后决定着手研制用于重载货运的双节八轴柴油机车——东风10型柴油机车。
东风10型机车的设计思想是一种具有广泛通用性并充分考虑各种使用情况的柴油机车，这种八轴机车由两节结构相同的四轴机车联挂组成，亦可以单机使用。在双机重联使用时能够在铁路干线上牵引5000吨重载列车，而单机使用时能够代替建设型蒸汽机车和东风型柴油机车，在铁路支线上牵引货物列车。机车最大运用功率为5,400马力（3,970千瓦），比东风4型柴油机车高70%，在计算坡度不大于6‰的一级线路上，可以牵引5000吨重载列车。此外，东风10型机车也可以与东风4型机车组成不同轴数和功率等级的机车组合，例如，单节东风10型机车可以与一台东风4型机车组成10轴、4800马力等级的机车组，满足平原地区牵引6000吨重载列车的需要。

### 试验过程
1985年，大连机车车辆厂以东风4C型柴油机车所使用的16V240ZJC型柴油机为基础，设计了为东风10型机车配套的12V240ZJC型柴油机。1986年4月21日，第一台12V240ZJC型柴油机在大连机车车辆厂落成。1987年4月至12月，该柴油机在工厂内的柴油机开发试验台上进行了功率负荷、牵引特性、空载油耗等性能试验和UIC 100小时耐久性试验。1988年，大连机车车辆厂试制出第一组东风10型柴油机车，随后在厂内进行了例行试验、牵引性能试验、动力学性能试验等试验项目。1990年9月4日，东风10型0001号机车在沈大铁路完成首次重载牵引试验，机车牵引4002吨列车（总长度799.7米、编组54节）以27.5公里/小时的速度顺利通过沈大线松树至关子间长达8公里的10‰长大坡道。
1992年起，为缓解京沪、京广、京哈等繁忙干线的运输紧张状况，铁道部决定通过调整机车类型和延长车站到发线有效长至1050米，组织开行5000吨级重载混编列车。1992年8月5日至14日，济南铁路局和上海铁路局在京沪铁路进行5000吨重载列车牵引试验，济南西至徐州北间使用ND5型柴油机车双机重联牵引、徐州北至南京东间分别用ND5型柴油机车双机重联、东风4型柴油机车双机重联、东风10型柴油机车双节重联牵引。1992年8月9日，东风10型机车牵引5000吨级重载列车（编组64辆，牵引定数5119吨）从徐州北站出发，以不到9小时的时间正点到达南京东站。试验结果显示，这几种机车都可以胜任5000吨重载列车的牵引任务，但ND5型机车具有功率储备较多、起动加速较快的优势。

### 黔桂铁路
与此同时，位于中国西南地区的黔桂铁路也急需一种牵引性能更好的新型机车，黔桂铁路尤其金城江至麻尾区段，以弯道多、曲线半径小、坡度大而著名，最大限制坡度达到27.7‰。在南昆铁路通车之前，黔桂铁路一直是连接贵州省和广西自治区的唯一铁路通道。从1970年代开始，黔桂铁路长期以来都以东风型柴油机车作为主力，牵引定数为1050吨，金麻区段通过限坡的速度为18公里/小时。与东风4型机车相比，东风型机车功率小、油耗大、故障率高，且即将退役而迫切需要替代车型。1990年，成都铁路局与柳州铁路局曾于黔桂铁路使用东风4型机车进行双机牵引试验，试验结果显示，东风4型机车可以双机牵引1500吨～1600吨列车通过限坡，通过坡顶速度可达25公里/小时，但由于其采用的三轴转向架轴距较大，在小曲线半径的铁路上对线路损害及机车轮缘磨耗严重，甚至出现轨距被扩宽的情况，因此否定了使用东风4型机车双机牵引的方案。
1991年1月，铁道部将东风10型机车配属给柳州铁路局金城江机务段（柳局金段），同年3月2日起在黔桂铁路的麻尾至金城江区段上试用。截至1992年4月30日，东风10型0001号机车已走行104,736公里，完成运量11,266.1万吨公里。运用考核结果证明，东风10型机车由于功率较大，并采用二轴转向架和电阻制动装置，在黔桂铁路的小半径曲线通过性能、运行速度、制动性能和油耗经济性等方面均优于东风型机车，尤其是二轴转向架的轮轨作用力较小，通过曲线性能明显优于三轴转向架机车。当东风10型机车牵引1250吨时，通过坡顶速度可达30公里/小时，列车平均牵引总重比东风型机车多200吨左右。然而，机车在运用过程中也显示出粘着性能的不足。由于东风10型机车只有八轴而粘着重量只有184吨，机车功率和牵引力受机车粘着重量限制而不能充分发挥，牵引重量难以比东风型机车双机牵引时有所增加，而且在爬坡时也较容易发生轮对空转、坡停后的起动困难等问题，东风10型机车在黔桂铁路运用首年期间，便发生了二十次列车坡停而请求救援的事件，其中少数为电器故障，多数因为空转造成。
1990年代初，北京二七机车厂也开始研制适用于黔桂铁路的柴油机车，以1990年研制成功的东风7B型调车机车为基础，装用适应小半径曲线的转向架，试制了东风7B型3025号及3026号机车。1994年8月，这两台机车在黔桂铁路金城江至麻尾间进行双机牵引运行试验，并且获得了令人满意的结果，双机牵引定数可达1350～1500吨，通过坡顶速度可达19～23公里/小时，轮轨动力学性能和曲线通过性能良好。1995年7月，北京二七机车厂研制出用于山区铁路的东风7D型柴油机车，同年8月首批机车配属柳州铁路局金城江机务段和成都铁路局麻尾机务段投入运用，逐步替换老旧的东风型机车。此后，东风10型机车甚少在黔桂铁路上线运用，并于1990年代末开始封存于金城江机务段。

### 运用后期
2002年，唯一一组东风10型机车经整修后，转配属柳州铁路局南宁机务段（柳局邕段），主要用于牵引通勤列车和作调车用途。2004年，东风10型机车其中的B节机车转配属柳州机务段，而A节机车仍然配属于南宁机务段，两节机车分别在柳州车辆段和南宁南编组站作为调车机车使用。2009年4月起，南宁铁路局将该两节机车移至柳州机务段金城江运用车间（原金城江机务段）封存。2010年1月，南宁铁路局通过中国铁路采购网在网上发布了报废机车招标公告，将两节已经拆除大部分部件的东风10型机车按45万元人民币底价出售，同年于柳州拆解。 

### 衍生车型
为了满足中国铁路干线开行5000吨重载货物列车的需要，根据国家计划委员会于1991年下达的国家重点科技项目合同，大连机车车辆厂于1994年12月试制出新一代的东风10D型柴油机车。该型机车是以东风10型柴油机车为基础，吸收和应用了东风6型柴油机车上的各种先进技术，而开发研制的双节联挂八轴重载货运机车。东风10D型柴油机车的动力装置为12V240ZJD型柴油机，电力传动装置和控制系统是以国产化的东风6型机车为基础改进而成，包括JF206A型牵引发电机和ZD108型牵引电动机，机车标称功率为5,000马力（3,590千瓦）。与东风6型机车相比，东风10D型机车还采用了许多前者所没有的崭新技术，例如由交流异步电动机驱动的辅助传动系统、以牵引发电机作为起动电机的柴油机变频起动技术、由两台微机组成的主从微机通讯控制系统、干式加压闭式循环冷却水系统等。就动力装置、电传动装置和控制系统的技术水平而言，东风10D型柴油机车无疑是当时中国铁路最先进的国产柴油机车，但由于受到零部件制造工艺和生产品质的限制，该型机车的可靠性特别是交流辅助传动系统，远远未达到可供投入运用的成熟程度。唯一一组东风10D型柴油机车在完成线路运行试验后返厂封存，未能投入批量生产。

## 技术特点

### 总体布置
东风10型机车是干线货运用的双节重联八轴柴油机车，由两节结构相同的单司机室四轴机车联挂而成，分别为A节和B节机车。机车乘务员在本务机车上可同时操纵两节机车，两车之间有通过台相连。机车既可双节重联使用，也可单节独立使用。机车标称功率为2×2,150马力（1,600千瓦），构造速度为100公里/小时，运转整备重量为2×92吨。东风10型机车采用单司机室、内走廊式、全钢焊接结构的桁架式侧壁承载车体，主要承载构件采用16Mn低合金钢材，车体长度为14,572毫米，车钩中心线间距为2×15,572毫米，车体宽度为3,106毫米，车体高度为4,760毫米。每节机车在车体底架下面两台转向架之间，吊挂着一个容量为5000升的燃油箱，燃油箱两侧并设有铅酸蓄电池组。
机车从前到后分别为司机室、电气室、动力室、冷却辅助室，其中电气室、动力室和冷却辅助室顶部均设计成活动顶盖，以便拆装车内部件。司机室内机车运行方向的左侧设有司机操纵台、空气制动机的自动制动阀和单独制动阀，右侧设有副司机座席及工具箱，后侧设有手制动手柄。电气室内上部设有高低压电器柜、主硅整流柜、励磁整流柜等电器设备；下部设有起动变速箱、起动发电机、励磁机、测速发电机、前转向架牵引电动机通风机等设备。位于机车中部的动力室内安装了一套柴油发电机，以及车体通风机、燃油滤清器、燃油输送泵、起动机油泵、膨胀水箱、预热锅炉等配套设备。柴油机空气滤清系统采用与东风4C型机车相同的三级空气滤清系统，第一级为波纹状滤网，第二级为离心式旋风惯性过滤器，第三级为金属骨架纸质滤芯过滤器。
冷却辅助室设有冷却水系统和散热装置，冷却系统的设计类似于东风4C型柴油机车。冷却水系统分为柴油机的高温水系统，以及机油热交换器和中冷器的低温冷却水系统。冷却室顶部装有V字形布置的肋片扁管式铜散热器，其中包括8个高温冷却水系统散热器单节和22个低温冷却水系统散热器单节，散热器上面设有一个直径为1800毫米的轴流式冷却风扇。冷却室下部设有静液压变速箱、后转向架牵引电动机通风机、机油滤清器、机油热交换器、空气压缩机、制动电阻柜和两个总风缸等设备，冷却风扇由静液压马达传动，空气压缩机和牵引电动机通风机采用机械传动。空气制动装置沿用了东风4型机车的JZ-7型空气制动机。停车制动采用手制动装置。

### 柴油机
东风10型机车装用一台由大连机车车辆工厂制造的12V240ZJC型柴油机，为240/275系列柴油机产品之一。该型柴油机是在16V240ZJC型柴油机基础上发展而成12气缸机型，采用了重新设计的机体、曲轴、凸轮轴、中冷器等零部件，曲轴比16缸机型缩短了800毫米。为了适应四轴机车的轴重限制，部分零部件如机体、连接箱、油底壳等均采用了轻量化设计。
12V240ZJC型柴油机是一款12气缸、四冲程、V型结构、直接喷射、废气涡轮增压、增压空气中间冷却的中速柴油机。气缸内径为240毫米，活塞行程为275毫米，气缸V形夹角为50°，额定转速为每分钟1000转，最低空载转速为每分钟430转，平均有效压力为1.773兆帕，UIC标定功率为3,000马力（2,210千瓦），装车功率为2,660马力（1,985千瓦），额定满功率运转时的燃油消耗量为157克/有效马力·小时（214克/有效千瓦·小时）。柴油机采用钢制铸焊机体、钢顶铁裙活塞、合金球铁曲轴，曲轴输出端装有簧片式弹性联轴节。增压系统采用单根排气总管和定压增压，两台ABB VTC214-13型增压器分别安装在柴油机两端。

### 传动系统
东风10型机车采用交—直流电传动装置，柴油机通过法兰盘直接驱动一台三相交流同步牵引发电机，通过硅整流装置把牵引发电机发出的三相交流电整流为直流电，再将电能输送给两台转向架上的四台并联连接的直流牵引电动机，通过传动齿轮驱动轮对。
牵引发电机采用十八极、三相、他励的TQFR-2000型同步交流发电机，该发电机的电气结构与东风4B型机车所使用的TQFR-3000型牵引发电机基本相同。牵引发电机的额定容量为1915千伏安，额定电压为433伏特，额定电流为2560安培，最大电压为606伏特，额定转速为每分钟1000转，定子和转子绕组绝缘等级均为F级，冷却方式为强迫通风，发电机净重为4095公斤。牵引发电机的励磁电流由一台GQL-45型三相感应子交流发电机供给，其产生的交流电经励磁整流装置三相桥式全波整流后，供给牵引发电机转子的励磁绕组。
牵引发电机发出的三相交流电由硅整流装置转换成直流电，每节机车上都设有一组由大连机车车辆厂研制的GTF3200/770型硅整流装置，采用由风冷式硅二极管元件组成的三相桥式全波整流电路，硅整流装置有四个串联的整流桥臂，每一桥臂有六个并联的ZP500-20型整流二极管，每节机车共有24个整流二极管元件。硅整流装置的最大直流输出电压为770伏，额定直流输出电流为3200安培。牵引电动机采用与东风4B型机车相同的ZQDR-410型四极直流串励电动机，额定功率为410千瓦，额定电压为550伏，额定电流为800安培，额定转速为每分钟640转，最高转速为每分钟2365转，定子及电枢绝缘等级分别为H级和B级，冷却方式为强迫通风。
在电阻制动工况时，牵引电动机变为他励直流发电机工作，六个激磁绕组全部串联并由牵引发电机经硅整流柜供电，牵引电动机发出的电流输入到电阻制动柜，将电能通过电阻器转化为热能消耗掉，最大制动功率为2×1,600马力（2×1,210千瓦）。

### 转向架
机车轴式为2×（Bo-Bo），每节机车的走行部为两台相同的无导框式二轴转向架，轴距为2800毫米。转向架采用钢板组焊成封闭式箱形结构的“日”字形构架，轴箱定位装置采用拉杆式弹性定位结构，轴箱通过装有橡胶关节组件的上、下轴箱拉杆与构架相连接，实现轴箱相对于构架的横向和纵向定位。一系悬挂采用轴箱圆弹簧加垂向液压减震器，二系悬挂采用橡胶金属堆旁承和横向液压减震器，车体重量通过四个旁承由两台转向架支承，转向架与车体间还设有弹性侧挡装置，使转向架进出曲线时能够相对与车体进行回转运动。牵引力和制动力通过中心销传递，牵引点高度距离轨面400毫米。牵引电动机采用单侧齿轮传动的轴悬式驱动方式（滑动抱轴承式半悬挂），即牵引电动机的一侧通过抱轴瓦（滑动轴承）刚性地支承在车轴上，另一侧通过弹性元件（橡胶垫）和吊杆悬挂在转向架构架上。牵引齿轮传动比为3.90（82：21）。基础制动方式为带闸瓦间隙自动调节器的单侧踏面制动，每个车轮各配有一个203毫米直径的制动缸，当机车施行制动时，制动缸从空气制动机获得压缩空气，并通过杠杆机构使闸瓦抱轮产生制动作用。

## 参看
- 东风4B型柴油机车
- 东风4C型柴油机车
- 东风4E型柴油机车
- 东风10D型柴油机车
- 东风10F型柴油机车
- 东风7D型柴油机车